# Aeromodellismo dinamico

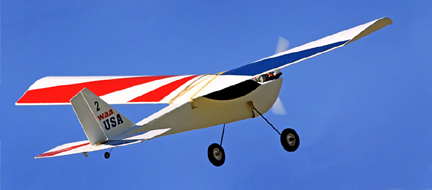
Un aeromodello radio-comandato

L'Aeromodellismo dinamico è l'hobby che ha per fine la realizzazione di modelli in scala ridotta di aerei volanti, che possono essere anche pilotati a distanza tramite radiocomandi.
A seconda delle normative nazionali, è possibile utilizzare radiocomandi di bassa potenza e differenti Modulazioni di segnale AM / FM / PCM operanti in VHF (27, 29, 35, 36, 40, 41, 50, 72 MHz) e le moderne trasmissioni digitali in tecnica FHSS / DSSS operanti in UHF (2,4 GHz).
Riguardo all'Italia, si riporta a opera del Ministero delle comunicazioni il Piano Nazionale di Ripartizione delle Frequenze  e il piano frequenze per il modellismo. A seconda del modello di radiocomando il modulo trasmettitore potrà essere integrato (fisso) o intercambiabile. In caso di modulo trasmettitore intercambiabile, quindi sostituibile a uno precedente operante in altra frequenza/e e/o modulazione, questo dovrà godere della necessaria omologazione a trasmettere in Italia.
Ulteriori approfondimenti riguardano i moderni sistemi di trasmissione in 2,4 GHz:
- la trasmissione verso il modello è di tipo "univoco": il sistema assegna alla ricevente (previa operazione manuale di "binding" da effettuarsi una tantum) un codice identificativo dell'unico radiocomando da cui accettare comandi. La nativa gestione automatica della frequenza d'uso e la caratteristica di "binding" appena accennata, fanno sì che questi sistemi possano operare contemporaneamente nel medesimo spazio di manovra, svincolando pertanto il modellista dalla tradizionale responsabilità di dovere verificare di essere l'unico a occupare una frequenza (tipica dei sistemi di trasmissione in VHF),
- oggi, molti dei sistemi di trasmissione 2,4 GHz si sono evoluti in sistemi di rice-trasmissione (definiti a volte come Bidirezionali o Telemetrici o Dual o Full-Duplex o Two way), prevedono cioè che il radiocomando possa ricevere contemporaneamente un segnale dal modello, segnale che ovviamente non trasporterà comandi ma "dati sensoriali", cioè dati che la ricevente di bordo (ora anche trasmittente) è in grado di rilevare attraverso opportuni sensori che il modellista ha deciso di installare sul modello (sensori doverosamente della medesima marca del sistema scelto). Alcuni sistemi di rice-trasmissione offrono di base la rilevazione dello stato della tensione elettrica ai capi della ricevente a bordo modello e la qualità del segnale da quest'ultima ricevuto. La gestione invece delle "rilevazioni sensoriali", a volte è concentrata solo sul modulo trasmettitore del radiocomando e a volte, più efficacemente, sul radiocomando stesso con possibilità di lettura, impostazione di soglie di allarme e registrazione nel tempo, con eventuale scaricamento dati su PC per successive elaborazioni grafiche.

## Metodi di costruzione

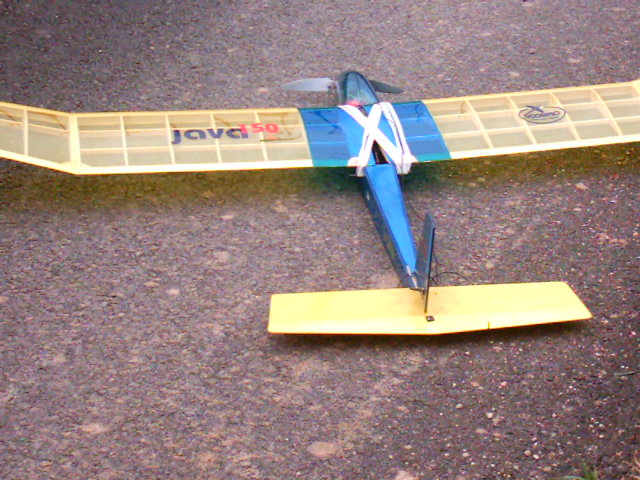
Modello Java 150

I metodi di costruzione possono essere i più vari, si va dalla realizzazione con carta/legno in particolare la balsa (un legno incredibilmente leggero dal peso specifico di 150–160 kg/m³) agli attuali materiali compositi e il DEPRON, un materiale simile al polistirolo utilizzato in edilizia come isolante, quindi sugli aeromodelli perché resistente ma soprattutto leggero. Tecnicamente l'aeromodello è un'aerodina che opera in un fluido (aria) a basso numero di Reynolds.
L'aeromodellismo utilizza gli stessi principi degli aerei veri.
A differenza dell'aeromodellismo statico quello dinamico ha delle parti mobili che possono essere timone, flap, gli alettoni e il piano di coda, aerofreni, ecc.

## Classificazione degli aeromodelli
Nella classificazione FAI (Fédération Aéronautique Internationale) delle varie specialità aeronautiche, la categoria degli aeromodelli è contraddistinta dalla lettera F ed è a sua volta suddivisa in cinque categorie principali. Una branca completamente a sé è invece l'elimodellismo.

### F1 - Aeromodelli a volo libero

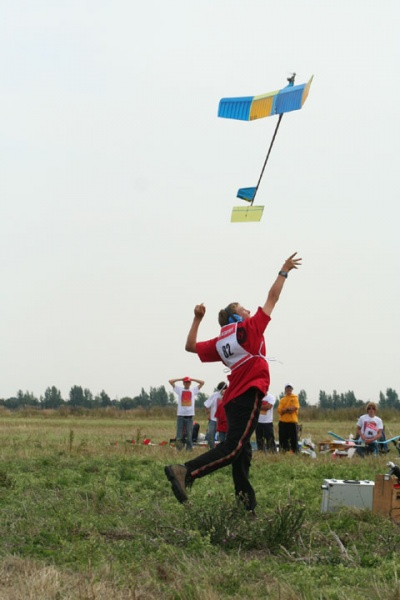
Lancio di un aeromodello a volo libero

Nella pratica sportiva con aeromodelli a volo libero la durata del volo è l'elemento centrale della competizione, con dei limiti massimi stabiliti per evitare situazioni particolari in cui il risultato è falsato, per esempio, da una corrente ascensionale eccezionale.
Gli aeromodelli a volo libero sono normalmente lanciati a mano e l'eventuale motore è utilizzato esclusivamente per raggiungere la quota da cui sarà poi cronometrato il volo planato, tranne per la categoria da sala in cui invece l'intero volo avviene durante la scarica del motore a elastico.
Gli aeromodelli a volo libero sono suddivisi a loro volta in diverse categorie.
Le categorie FAI sono:
- F1A – GLIDERS (Veleggiatori)
- F1B – MODEL AIRCRAFT WITH EXTENSIBLE MOTORS « WAKEFIELD » (Aeromodelli a elastico)
- F1C – POWER MODEL AIRCRAFT (Aeromodelli con motore)
- F1D – INDOOR MODEL AIRCRAFT (Micromodellismo)
- F1E – GLIDERS WITH AUTOMATIC STEERING (Veleggiatori da pendio)
- F1G – MODEL AIRCRAFT WITH EXTENSIBLE MOTORS « COUPE D'HIVER » (Provisional)
- F1H – GLIDERS (Provisional)
- F1J – POWER MODEL AIRCRAFT (Provisional)
- F1K – MODEL AIRCRAFT WITH CO2 MOTORS (Provisional)
- F1L – INDOOR EZB MODEL AIRCRAFT (Provisional)
- F1M – INDOOR MODEL AIRCRAFT (Provisional)
- F1N – INDOOR HAND LAUNCH GLIDERS (Provisional)
- F1P – POWER MODEL AIRCRAFT
- F1Q – ELECTRIC POWER MODEL AIRCRAFT (Provisional)
- F1R – INDOOR MODEL AIRCRAFT “MICRO 35” (Provisional)

### F2 - Aeromodelli a volo vincolato circolare
Le categorie ufficiali del VVC o CL (Volo Vincolato Circolare o, in inglese Control Line o U-Control (forma contratta dall'americano Under Control, ma forse anche dalla forma a U della manopola che ogni pilota usa per comandare l'aeromodello) sono 4 e, seguendo la denominazione ufficiale sportiva F2, sono contrassegnate con lettere alfabetiche:
- F2A - SPEED MODEL AIRCRAFT
- F2B - AEROBATIC MODEL AIRCRAFT
- F2C - TEAM RACING MODEL AIRCRAFT
- F2D - COMBAT MODEL AIRCRAFT

#### F2A - Velocità
In questa categoria del volo vincolato circolare, la vittoria è legata al raggiungimento della massima velocità. Per dare un'idea delle grandezze in gioco basti pensare che nei record attuali sono stati raggiunti i 307 Km/h. Attualmente questo record è stato registrato da Luca Grossi atleta italiano che detiene anche i titoli Europeo e Mondiale.
Per potere partecipare sono richieste delle specifiche prestabilite, come: la lunghezza e la dimensione dei cavi, il peso e le caratteristiche (di cui il peso massimo) dell'aeromodello, la cilindrata del motore, ecc.. devono avere tutte uguali o rientrare nei limiti prestabiliti. Se una o più di queste specifiche non sono soddisfatte ne vale l'esclusione da un campionato ufficiale.

#### F2B - Acrobazia
In questa categoria il pilota vola con il proprio modello telecontrollato eseguendo un programma di figure acrobatiche. Tale programma segue un Regolamento FAI e si compone di 12 figure comprendenti looping rotondi, quadrati e triangolari, nonché otto orizzontali e verticali, eseguiti con l'aeromodello sulla superficie della semicalotta sferica di cui il pilota è il centro geometrico. La somma dei punteggi ottenuti moltiplicando i coefficienti di difficoltà di ciascuna figura per i voti di una giuria, determina la classifica finale nelle gare di questa categoria.
Questa categoria è una delle poche a utilizzare motori elettrici.

#### F2C - Team racing
In questa categoria tre coppie (pilota e meccanico) gareggiano contemporaneamente. Il lanciò può svolgersi in 100 giri o in 200 se si tratta di una finale. Durante il lancio o base si deve rispettare un regolamento scritto dalla FAI, si viene squalificati al terzo avvertimento. Durante la base tutti i team devono eseguire per regolamento almeno una sosta a motore spento. Negli anni la tecnica dei meccanici si è evoluta, infatti essi riescono a fare il pieno e rimettere in moto in circa 2 secondi. Vince chi fa il tempo migliore nella finale. Questa categoria è molto appassionante perché a differenza della velocità vi è il confronto diretto. Tutto ciò avviene a velocità attorno ai 200 km/h.

#### F2D - Combat
In questa categoria,due piloti (ognuno assistito da due meccanici) volano contemporaneamente con i loro modelli controllati tramite due cavi,all'interno di un cerchio di 4 m di diametro, e tentano di tagliarsi reciprocamente una lunga coda colorata in carta crespa. Il motore che gira mediamente intorno ai 28/30.000 giri è di 2,5 centimetri cubici, ed è alimentato con 70% alcool metilico, 10% di nitrometano e 20% di olio di ricino.
La velocità dei modelli è di circa 150 km/h.
Il pilota che farà più punti vincerà il "Combat" nei quattro minuti di volo.
Ogni secondo in volo vale 1 punto, mentre ogni taglio di coda vale 100 punti, e ogni secondo trascorso a terra vale - 2 punti.
Sono previste penalità in caso di condotta antisportiva e/o infrazioni al regolamento di volo.
La somma algebrica di tutti i punti accumulati in una "batteria di combat" darà il punteggio finale della batteria stessa.
Il campione del mondo 2014 è l'Ukraino Stanislav Chornyy che si è aggiudicato nel 2015 anche il titolo Europeo.
Il campione italiano attuale 2014 è Antonio Giandrini. Nel 2016 Adriano Molteni ha vinto la Coppa d’Oro gara valevole per la classifica di coppa del Mondo disputata a Lugo di Romagna.
Antonio Giandrini ha rappresentato i colori Italiani con Adriano Molteni ai WAG (World Air Games) ora Giochi Olimpico dell’Aria in Dubai. 
Questo sport in Italia, una volta molto praticato, conta oggi 10-15 concorrenti per ogni gara di campionato italiano. Esiste una serie di competizioni internazionali di coppa del mondo (World Cup) che vengono svolte prevalentemente in Europa e frequentate dai migliori piloti provenienti da svariate nazioni Europee, in questo caso la partecipazione varia da 30 a oltre 50 piloti in virtù dell'importanza storica della gara e della località dove si svolge.

### F3 - Aeromodelli a volo radiocomandato

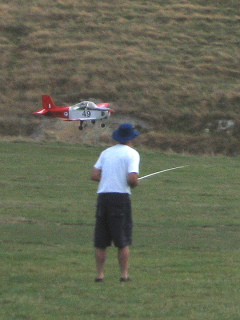

La categoria del volo radiocomandato si suddivide in diverse sottocategorie di gara riconosciute dalla FAI:
- F3A - R/C AEROBATIC POWER MODEL AIRCRAFT (Acrobatici)
- F3B - RC MULTI-TASK GLIDERS (Veleggiatori multitask)
- F3C - RC HELICOPTERS (Elicotteri)
- F3D - PYLON RACING MODEL AIRCRAFT (Corsa tra piloni-Pylon racing)
- F3F - RC SLOPE SOARING GLIDERS (Veleggiatori da velocità in pendio)
- F3H - RC SOARING CROSS COUNTRY GLIDERS (Provisional)
- F3J - RC THERMAL DURATION GLIDERS (Veleggiatori da durata con traino a mano)
- F3K - RC HAND LAUNCH GLIDERS (Veleggiatori multitask con lancio a mano)
- F3M - LARGE R/C AEROBATIC POWER MODEL AIRCRAFT
- F3N - RC HELICOPTERS FREESTYLE
- F3P - INDOOR R/C AEROBATIC POWER MODEL AIRCRAFT
- F3Q - RC AERO-TOW GLIDERS (Provisional)
- F3S - JET R/C AEROBATIC POWER MODEL AIRCRAFT
- F3U - FPV MULTIROTOR RACING (NON più usato, sostituito da F9U dal 2018)

Al di fuori della categorizzazione di gara possiamo poi distinguere diverse tipologie di aeromodelli radiocomandati:
Motoalianti · Aerei acrobatici · Trainer · Riproduzioni · Aerei 3D · Aerei 4D.

### F4 - Riproduzioni
Categoria di aeromodelli in scala costruiti riproducendo l'estetica di aerei già esistenti. Esiste anche la categoria delle semiriproduzioni, che riprendono poco fedelmente le linee di aerei già esistenti. A seconda della riproduzione possiamo trovare vari motori che si abbinano al modello che si vuole utilizzare (per esempio i motori glow a due tempi sono generalmente più adatti agli aerei a elica che a un jet). Gli aerei elettrici sono i meno costosi e molti modelli, di questa categoria, vengono forniti già completi a cui bisogna aggiungere una batteria (al giorno d'oggi quasi sempre Lipo), il caricatore per la batteria e il radiocomando oltre a eventuali componenti accessori come un carrello retrattile elettrico o ad aria qualora l'aereo in questione ne consenta il montaggio. Gli aerei con motore Glow a pistoni (o a benzina con ciclo a quattro tempi) sono leggermente più complessi, nonché anche leggermente più grandi, di quelli elettrici, visto che il motore a miscela (o benzina) comporta una serie di accorgimenti (come la carburazione) che quello elettrico non richiede. Gli aerei a micro-turbina sono quelli più costosi e complessi. Questo genere di modelli è più grande, in termini di dimensioni, e veloce rispetto ai loro "fratelli" elettrici o con motore a pistoni. Alcuni modelli, grazie alla grande potenza generata da questi motori in miniatura, che arriva anche a 22 kg di spinta, arrivano addirittura alla scala 1:3. Generalmente viene sconsigliata come prima esperienza partire direttamente dalla sezione a turbina. Essa è molto complessa e difficile da gestire soprattutto per i neofiti che hanno poca dimestichezza con i sistemi di controllo del motore (la cosiddetta ECU, la centralina di gestione dell'elettronica della turbina) e può accadere che l'aereo venga "perso" (cioè danneggiato in modo anche irreparabile) in poco tempo vanificando la spesa effettuata per il suo acquisto. Inoltre anche a causa dell'elevata velocità di questo tipo di aeromodelli che arriva anche a 300–400 km/h viene sconsigliato come primo acquisto, siccome non si è ancora capaci di "controllare" un aereo così veloce. Come prima esperienza viene consigliata la sezione elettrica molto più economica rispetto a quella a turbina, e quasi equivalente (in termini di costi) a quella a scoppio, che consente ai neofiti di imparare bene a controllare l'aereo, e in caso di incidente grave che comporta la distruzione dell'aereo i soldi "persi" solo molti di meno. Di seguito le categorie ufficiali FAI:
- F4B - CONTROL LINE SCALE MODELS
- F4C - RADIO CONTROL SCALE MODELS
- F4A - FREE FLIGHT POWER SCALE MODELS (PROVISIONAL)
- F4D - INDOOR FREE FLIGHT SCALE MODELS RUBBER POWERED (Provisional)
- F4E - INDOOR FREE FLIGHT SCALE MODELS CO² POWERED (Provisional)
- F4F - INDOOR PEANUT FREE FLIGHT SCALE MODELS (Provisional)
- F4G - RADIO CONTROL LARGE SCALE MODELS (Provisional)
- F4H - RADIO CONTROL STAND-OFF SCALE MODELS (Provisional)

### F5 - Aeromodelli a propulsione elettrica
Gli Aeromodelli a propulsione elettrica funzionano tramite motore elettrico. In genere vengono usati motori (brushless o a spazzole) a cui è fissata una ventola. Il motore che viene più usato è quello "intubato", per motivi di costi e praticità, ma esistono anche motori che vengono fissati diversamente. Il serbatoio di carburante viene sostituito con un accumulatore litio-polimero o accumulatore agli ioni di litio appositamente concepiti per l'aeromodellismo (un pacco a tre celle Li-Poly per aeromodellismo è sensibilmente più leggero rispetto a uno costruito per l'automodellismo). Le batterie concepite nativamente per l'aeromodellismo sono più sicure in caso di incidente: per esempio non si incendiano facilmente rispetto a una da automodellismo. Per questo si raccomanda, soprattutto ai meno esperti, di attenersi agli utilizzi delle varie tipologie di batterie e non sperimentare altri utilizzi, per esempio montando batterie per automodellismo su aeromodelli elettrici, per evitare danni che possono anche essere molto gravi. Le batterie agli ioni di litio sono molto più sicure di una al polimero di litio e hanno un'efficienza prestazionale superiore. L'elettronica è la medesima dei veicoli a turbina o a scoppio. Ci sono servocomandi per comandare sistemi quali: flap, carrelli d'atterraggio e altri comandi. Alcuni modelli possono montare anche condotti vettoriali in modo da potere utilizzare i vantaggi offerti dalla spinta vettoriale. La velocità degli aeromodelli più recenti è di circa 200 km/h ma in futuro tecnologie sempre migliori, come per esempio motori più efficienti in termini prestazionali e una riduzione del peso di accumulatori e telaio, permetteranno di costruire modelli ancora più veloci con prestazioni di poco inferiori a quelli con motori a turboventola o con motore a scoppio. Gli aeromodelli elettrici, per la loro semplicità di utilizzo e il basso costo sono consigliati per i novelli della categoria che una volta diventati bravi, nel pilotare un aereo elettrico, possono passare a un più complesso e veloce aeromodello a turbina o a scoppio.
Le categorie FAI:
- F5A - ELECTRIC AEROBATICS
- F5B - ELECTRIC MOTOR GLIDER
- F5D - ELECTRIC PYLON
- F5E - ELECTRIC SOLAR MODEL AIRCRAFT (Provisional)
- F5F - ELECTRIC 4 CELL MOTOR GLIDERS (Provisional)
- F5G - ELECTRIC BIG GLIDERS (Provisional)
- F5H - OPEN ELECTRIC MOTOR GLIDER (PROVISIONAL)
- F5J - ELECTRIC THERMAL DURATION GLIDERS (PROVISIONAL)

### F6 - Promozionali
Voli acrobatici artistici, con commento musicale e altro.
Categorie FAI:
- F6A - ARTISTIC AEROBATICS
- F6B - AEROMUSICALS
- F6D - HAND THROWN GLIDERS
- F6E - AEROBATIC REGATTA

### F7 - Aerostati
- F7A - HOT-AIR BALLOONS
- F7B - AIRSHIPS

### F9 - Multicotteri
- F9U - FPV MULTIROTOR RACING (sostituisce da F3U dal 2018)